# Platja de la Fustera
La platja de la Fustera és una platja de sorra del municipi valencià de Benissa, a la comarca de la Marina Alta. Aquesta platja limita al nord amb la Cala Pinets i al sud amb la cala dels Bassetes i té una longitud de 110 m, amb una amplitud de 30 m.
Se situa en un entorn aïllat, disposant d'accés per carrer. Compta amb passeig marítim i pàrquing delimitat. Disposa d'accés per a minusvàlids. És una platja abalisada. Aquesta platja compta amb el distintiu de Bandera Blava.